# Língua dongotono
Dongotono (pronúncia: /dóŋòtónò/é uma língua nilótica oriental falada por cerca de 5 mil pessoas no Sudão do Sul.

## Classificação
Dongotono foi classificado no ramo nilótico oriental, subgrupo sudanês oriental das línguas nilo-saarianas. Dentro do orientas, dongotono é considerado parte do grupo de idiomas lotuko, no sub-grupo das lotuko-maa das línguas teso-lotuko-maa (também conhecidas como as línguas não-bari). Outros membros do grupo linguístico lotuko incluem as línguas lopit, lotuko, lokoya]] e lango (Sudão do Sul), todas faladas nas regiões próximas do Sudão do Sul. Destas, o lopit é a mais semelhante ao dongotono, com um estudo comparativo mostrando uma semelhança lexical de 66,4% entre os dois. O mesmo estudo mostrou 60,6% de similaridade lexical entre dongotono e lotuko e 56,5% de similaridade entre dongotono e lokoya..

## Geografia
A língua dongotono é falada pelos povos de dongotono, que vivem nas encostas norte-ocidentais das montanhas Dongotono na parte sul de Equatória Oriental, Sudão do Sul. Administrativamente, esta área é parte do Condado de Ikotos e os dongotono vivem em assentamentos grandes e densamente povoados que incluem Chakari, Ikotos, Isoke e Bira. Há cerca de 5 mil falantes da língua, considerada ameaçada, embora a população dongotono possa chegar a 20 mil indivíduos.

## Fonologia

### Entoação
Vossen observa que em termos gerais, dongotono tem quatro tons: alto, baixo, médio e alto decrescente. Vossen sugere que ser usados para contrastes lexicais e gramaticais.

### Consoantes
|             | Labial | Labial | Labiodental | Labiodental | Dental | Dental | Alveolar | Alveolar | Palatal | Palatal | Velar | Velar | Glotal | Glotal |
| ----------- | ------ | ------ | ----------- | ----------- | ------ | ------ | -------- | -------- | ------- | ------- | ----- | ----- | ------ | ------ |
| Nasal       |        | m      |             |             |        |        |          | n        |         | ɲ       |       | ŋ     |        |        |
| Oclusiva    | p      | b      |             |             | t̪      | d̪      | tː       |          | c       | ɟ       | k     | g     | (ʔ)    |        |
| Oclusiva    | (pː)   |        |             |             |        |        |          |          |         |         |       |       |        |        |
| Fricativa   | (ɸ)    |        | (f)         |             |        |        | s        |          |         |         | (x)   |       |        |        |
| Lateral     |        |        |             |             |        |        |          | l        |         |         |       |       |        |        |
| Rótica      |        |        |             |             |        |        |          | r        |         |         |       |       |        |        |
| Aproximante |        | w      |             |             |        |        |          |          |         |         |       | j     |        |        |
| Aproximante |        | wː     |             |             |        |        |          |          |         |         |       | jː    |        |        |

### Vogais
|              | Anterior | Anterior | Posterior | Posterior |
| [+ATR]       | [-ATR]   | [+ATR]   | [-ATR]    |           |
| ------------ | -------- | -------- | --------- | --------- |
| Fechada      | i        | ɪ        | u         | ʊ         |
| Meio fechada | e        |          | o         |           |
| Meio aberta  |          | ɛ        |           | ɔ         |
| Aberta       |          |          | a         | a         |

## Gramática
A ordem de palavras em Dongotono é geralmente Verbo-Sujeito-Objeto, como é típico para a maioria das línguas nilóticas orientais.
Vossen afirma que, para todas as línguas não-Bari, incluindo Dongotono, os verbos se dividem em duas classes morfológicas, convencionalmente com consoantes iniciais. Vários afixos verbais possíveis foram observados, mas suas funções não foram determinadas.
Marcação de números em substantivos parece ser extremamente irregular. Uma variedade de sufixos é usada para indicar singular, singulativo e plural.
Como outras linguagens do grupo Lotuxo, Dongotono possui dois gêneros gramaticais, masculino e feminino.

## Vocabulário
Algumas exemplos de palavras Dongotono são dadas abaixo, a partir da lista de palavras por Vossen (1982). Cada palavra Dongotono está na transcrição fonética usada por Vossen, pois ainda não existe uma ortografia estabelecida para a língua.
| Português | Dongotono  |
| --------- | ---------- |
| sol       | xɔlɔŋ      |
| lua       | afa        |
| montanha  | ɗɔ́ŋɛ́       |
| rio       | xárɪ́       |
| boca      | xʊ́tʊ́k      |
| mão       | xánɪ́       |
| árvore    | sánì       |
| água      | ɲárɪ́/ xárɪ́ |
| fogo      | xɪ́mà       |
| animal    | tíàŋ       |
| ave       | kweɲí      |
| cobra     | mʊ́nʊ́       |